# Dead or Alive Xtreme 2
Dead or Alive Xtreme 2 (デッドオアライブエクストリーム2, Deddo O Araibu Ekusutorīmu 2, abreviat sovint DOAX2) és un videojoc d'esports desenvolupat per Team Ninja i publicat per Tecmo, Ltd. per a la videoconsola Xbox 360. És el segon títol que compon la sèrie Dead or Alive Xtreme Beach Volleyball. Va ser llançat per primera vegada el 13 de novembre de 2006 a l'Amèrica del Nord i el 22 de novembre de 2006 al Japó.
La història comença novament amb les noies lluitadores de Dead or Alive que tornen a visitar l'illa de Zack (New Zack Island) per a unes vacances. Aquest títol amplia les activitats del joc original amb diversos minijocs que complementa al vòlei platja. L'objectiu és guanyar diverses activitats esportives per obtenir diners, la qual cosa serà útil per comprar diversos accessoris i vestits de bany per a les noies. Al joc és important que el personatge a escollir es faci de bones amigues per així completar la col·lecció d'accessoris i vestits de bany del personatge i finalment, descobrir els diversos misteris que acompanyen a determinat personatge.
Al temps del seu llançament, certs aspectes de Dead or Alive Xtreme 2 han estat criticats així com l'exageració del moviment del pit de les noies i poc divertit en comparació del joc predecessor Dead or Alive Xtreme Beach Volleyball. No obstant això, aquest ha rebut elogis per la seva qualitat gràfica, artística, i les seves bones intencions a ampliar el joc amb petits jocs.

## Desenvolupament

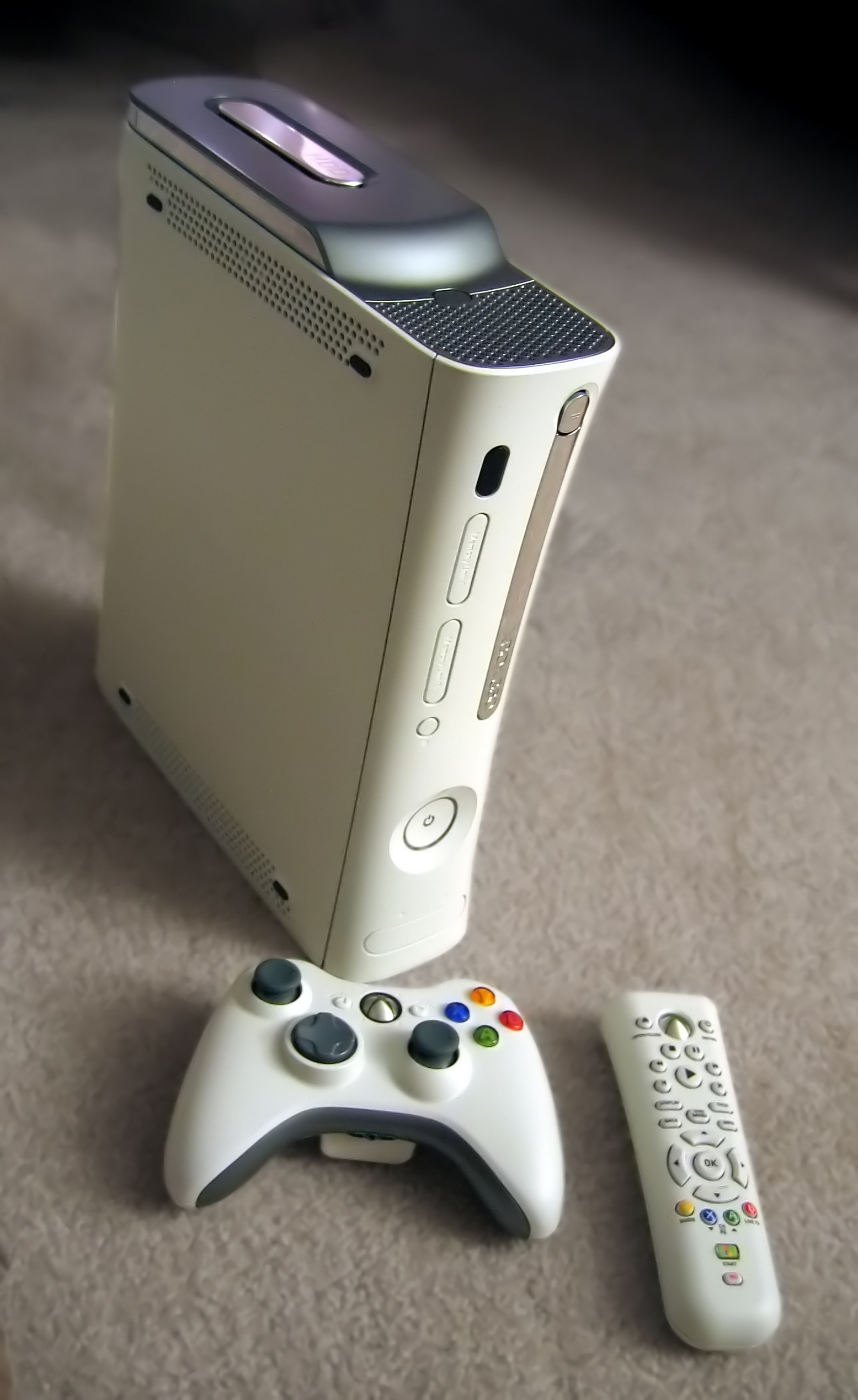
Consola Xbox 360, plataforma per la qual es va dissenyar Dead or Alive Xtreme 2.

Dead or Alive Xtreme 2 ha estat dissenyat per una subsidiària de Tecmo, coneguda com a Team Ninja (Equip Ninja). El grup està liderat per Tomonobu Itagaki. Aquesta subsidiària ha dissenyat sèries reconegudes com Ninja Gaiden i Dead or Alive. En l'etapa de desenvolupament, els productors pensaven utilitzar el mateix motor gràfic empleat en el títol anterior Dead or Alive Xtreme Beach Volleyball, no obstant això, van decidir partir de zero. El títol funciona en una versió modificada del motor gràfic utilitzat en el títol Dead or Alive 4, la qual cosa permet que les noies gaudeixin d'una major càrrega poligonal, auto-ombrejat, i una nova tècnica de simulació de tela que li dona més realisme al joc. D'altra banda, el motor gràfic permet que els reflexos del sol es reflecteixin sobre les ones i els cops d'aquestes mateixes sobre la moto d'aigua, desplaçant-la i aconseguint una sensació realista.
Va haver-hi bones millores en la manera de joc (en comparació del joc original), es van introduir diversos accessoris, vestits de bany i nous escenaris. A més a més, el joc afegeix un nou efecte de bronzejat, així com que el vestit de bany es plasma a la pell del personatge; la qual cosa pot ser evitat si es canvia de manera contínua. En lloc de dependre d'una sola manera de joc, Dead o Alive Xtreme 2 conté una sèrie de sub-jocs. Es tenia la idea d'incloure un total de 42 mini-jocs però al final es van quedar 7 jocs (comptant amb el volei de platja). Durant el procés de desenvolupament, el seu creador, Tomonobu Itagaki, va dir que aquesta segona part no seria una simple addició d'activitats com a trampolí o un joc de samarretes mullades en la sèrie, ja que seria vulgar cap a la dona.
A l'octubre de 2006, Tomonobu Itagaki revela alguns detalls de Dead or Alive Xtreme 2 en la revista Famitsu Xbox 360, dins dels detalls s'esmenta que el joc ocupés un DVD de 9 GB, a causa de l'enorme quantitat d'escenes en 3-D.

## Presentació
A l'abril de 2006, Tomonobu Itagaki, va confirmar oficialment en la revista Famitsu Xbox 360, que Dead or Alive Xtreme 2 serà un dels principals títols de Tecmo que es presentés en l'E3. Un mes després, de la confirmació, Tecmo va mostrar les primeres imatges del joc en l'E3 2006, on també van exhibir alguns vídeos del joc. No obstant això, en la conferència molta gent esperava que Tecmo presentés algunes imatges de Ninja Gaiden 2 o de l'esperat joc Dead or Alive: Code Cronus. Dead or Alive Xtreme 2, va ser llançat el 8 de desembre de 2006 a Europa, el 13 de novembre de 2006, a l'Amèrica del Nord i el 22 de novembre de 2006 al Japó.

## Argument
La història de Dead or Alive Xtreme 2, comença quan Zack i Niki troben el tresor d'un faraó dins d'una piràmide. Després d'haver trobat el tresor, Zack utilitza el botí per fer reflotar la seva illa de les profunditats del mar que va ser destruïda per una erupció volcànica en l'anterior joc. Novament les noies lluitadores de Dead or Alive tornen a visitar l'illa paradisíaca de Zack per a unes vacances on els espera diverses activitats recreatives dins de l'illa.

## Mode de Joc
El mode de joc és similar a l'original, el jugador disposarà un temps límit de dues setmanes de vacances per convertir el seu personatge favorit en la reina de les proves, on li espera un diverses proves, al mateix temps ha de guanyar Zacks (moneda oficial de l'illa). Cada dia es divideix en tres segments (el matí, la vesprada i la nit), on els jugadors poden realitzar una sola activitat durant cadascuna. Al principi, el jugador disposarà d'un sol vestit de bany i dues proves (el voleibol i les carreres de motos aquàtiques) però a mesura que s'avanci en el joc tindrà accés a nous jocs i més vestits de bany.

### Aliança i Amistat
El joc posa una forta èmfasi en l'amistat; els jugadors (jugant com una de les dones) han de fer-se d'amics mitjançant la compra d'un regal que li agradi a la seva companya o guanyar els partits de voleibol. Si ho fan, podria augmentar un fort vincle entre els dos personatges. Si l'amistat entre els dos personatges està en un nivell prou alt (es representa amb una icona musical flotant en la pantalla), el personatge pot ser convençut perquè accepti els regals i use el bikini que un preferisca.
Quan un nou jugador, juga per primera vegada, seran rebuts per Lisa qui automàticament serà la seva companya i li presentarà les activitats que s'efectuïn a l'illa i els llocs on comprar determinat regal i etc. Més endavant, quan el jugador iniciï novament les vacances, apareixerà qualsevol personatge del joc, la qual cosa el jugador podrà acceptar la invitació si és la seva companya o no.
Els jugadors poden regalar vestits de bany a altres noies, independentment si no són les seves companyes actuals. No obstant això, el més difícil del joc és obtenir el vestit de l'altra noia. Una vegada més, els jugadors han de garantir que el nivell d'amistat entre el seu personatge i l'altre personatge sigui molt fort per no estar sense companya. Cal destacar que l'objectiu principal del joc és regalar vestits de bany per poder completar la col·lecció i així desbloquejar els secrets del joc.

### Vòlei platja
Altre cop, el principal esdeveniment del joc és el Voleibol com en l'anterior Dead or Alive Xtreme Beach Volleyball. La temàtica és similar a la versió original, els jugadors han de tenir una companya amb la finalitat de competir contra altres equips a l'igual conformat per dues persones, cada joc és de 7 anotacions.
A Dead or Alive Xtreme 2 el seu mode de joc ha estat modificat per fer el joc una mica més difícil per així afegir varietat. Si bé encara hi ha només dos botons necessaris per al joc (passa i bloqueja), cal major control manual a diferència de la versió original, el jugador decidirà la posició de la companya del seu personatge. En la manera en línia, dos jugadors poden competir entre si. Finalment, la càmera ha estat lleugerament modificada per fer front a la crítica del joc original es va traslladar de manera irregular o amb massa freqüència.

### Carrera Marina
Una de les principals proves d'aquest joc és la carrera de motos aquàtiques (en el títol en anglès és conegut Jet Ski), ja sigui mode d'un sol jugador o multi-jugador (via Xbox Live). El joc disposa 5 models de motos aquàtiques, amb algunes diferències: so en acceleració, velocitat, facilitat de gir. Cada model tindrà 4 variacions de classe, de les com, una serà més potent que l'anterior, inicialment el jugador disposarà d'un model bàsic, i a mesura que es guanyi diners en les proves podrà comprar més motos. En la prova s'ha de seguir les fletxes de recorreguts de navegació, pujar les rampes que permetran realitzar salts acrobàtics.

### Banderes de platja
Banderes de platja és nou mini-joc de la sèrie que sembla fàcil, no obstant això aquest pot ser molt difícil i frustrant. Cal que el jugador pressioni repetidament el botó el més ràpid possible a fi d'arribar de la meta abans que el seu oponent. Per poder agarrar la bandera, el jugador no només ha de ser ràpid, sinó també ha de jutjar correctament la distància abans de prémer el botó "tirar-se". Si el jugador és massa lent, es queda curt, est perd. També si comença abans d'hora, és considerat com a pèrdua instantània.

### Estira-i-arronsa
Estira-i-arronsa és un mini-joc similar a la Guerra de darreres, la personatge a escollir va estar damunt en un flotador sobre l'aigua, a l'igual el seu rival, s'ha de tirar dels extrems de la corda per intentar tirar a l'altra a l'aigua. Per mantenir l'equilibri s'ha de prémer el botó A i per tirar de la corda és amb el comandament de control de la Xbox 360 cap enrere i avanci.

### Guerra de culs
La guerra de culs és un dels mini-jocs d'alberga que ofereix Dead or Alive Xtreme 2, on les noies competeixen a tirar als seus oponents del seu flotador, utilitzant únicament els seus glutis. Per guanyar el repte, la noia ha de tirar al seu oponent a l'aigua tres vegades. No obstant això, la quantitat de punts obtinguts en aquest repte són molt baixos a comparació dels alts punts obtinguts en el joc de voleibol i la carrera de motos aquàtiques.

### Salt a la piscina
Salt a la piscina és un altre mini-joc inclòs del títol anterior, encara que amb lleugeres modificacions per al controlador de la Xbox 360. Aquesta activitat consisteix a fer saltar la noia en els flotadors de colors que estan sobre l'aigua i cuidant molt que no caigui. Per poder saltar al següent coixinet, els jugadors han de dur a terme una correcta selecció dels botons per rebre punts de bonificació i així guanyar la competència.

### Tobogan aquàtic
L'últim mini-joc és una activitat de lliscament i equilibri. La base del joc consisteix a mantenir al personatge en el tobogan perquè no caigui, i efectuar determinades voltes. La manera d'impulsar, i frenar al personatge és mitjançant el comandament de control de la Xbox 360, també es fa servir per impulsar i prevenir que el personatge caigui del tobogan aquàtic.

### Casino
Igual que l'original, el joc compta amb un casino on els jugadors poden visitar durant la nit. Una vegada allí, es pot participar en diversos jocs, entre ells el pòquer, blackjack, ruleta i una gran varietat de màquines escurabutxaques (cada màquina representa determinada noia del joc). Els diners obtinguts en el casino, el jugador pot comprar més accessoris per a les noies.

## Escenaris
Dead or Alive Xtreme 2 ofereix els mateixos escenaris del joc original, no obstant això, en aquesta versió s'agreguen nous escenaris per a les activitats recreatives en aigua. Segons les especificacions del videojoc, New Zack Island està conformada amb menys d'un quilòmetre de costa, aquesta illa va ser reconstruïda després que Zack trobés el tresor del faraó. Els escenaris que conformen el joc són:
- Niki Beach és una platja que està situada al sud de l'illa, aquest lloc va ser batejat en honor de la núvia de Zack. Les activitats que es practiquen en el lloc són vòlei platja i banderes playeras.
- Tranquil Beach és una platja amagada al nord de New Zack Island, les activitats que es practiquen en el lloc és vòlei platja i banderes de platja.
- Brilliant Jungle és una selva que es troba al centre de l'illa, en el lloc les activitats que es practiquen vòlei platja, i el tobogan aquàtic.
- Bass Island és un quin petita illa, situada al sud-est de New Zack Island, quan puja la marea aquesta queda coberta en les tardes. Les activitats que es practiquen és vòlei platja, i banderes de platja.
- Niki Marina és un petit port marí que se situa al sud-est de New Zack Island. En aquest lloc és on s'adquireixen les motos aquàtiques per a les carreres marines.
- Piscina és un lloc de l'illa on s'efectuen les activitats aquàtiques com el tira afluixa, guerra de darreres, i salts piscines.
- Gandules és un altre annex de la piscina on les noies es relaxen, cap destacar que aquest lloc no s'efectuen cap activitat esportiva.
- Emissora de ràdio és un lloc on es transmet la música del joc, on el jugador pot personalitzar la música del joc o agregar més cançons com les seves col·leccions favorites emmagatzemades en la Xbox 360.
- Tenda d'esports és un lloc on el jugador pot comprar els vestits de bany per al seu personatge. També en aquesta tenda es poden comprar pilotes de voleibol, passades per a les activitats recreatives de l'illa, i finalment les motos aquàtiques.
- Tenda d'accessoris és un lloc on el jugador pot comprar ulleres, barrets, polseres, sabates o tennis per al seu personatge.
- Basar de Zack és un lloc on es compren coses exòtiques, o paper per a regal.
- En el joc hi ha tres tipus d'hotels a escollir (rústic, clàssic, i contemporani), i dins de les seves instal·lacions disposen de casinos.

## Personatges
El joc ofereix nou personatges per jugar, cadascun té diferents aficions i disgustos. Aquests personatges provenen del joc Dead or Alive 4. Els regals que s'atorguen als diferents personatges influeixen molt en l'amistat. Zack i Niki són els únics personatges que no es poden escollir, únicament apareixen en les cinemàtiques de reconstrucció i la destrucció de l'illa provocada per un volcà altre cop (aquesta cinemàtica apareix quan es conclou les dues setmanes de vacances).
L'únic personatge nou que s'afegeix a Dead or Alive Xtreme 2 és Kokoro que va aparèixer per primera vegada a Dead or Alive 4.
- Kasumi. Kasumi és una ninja fugitiva que abandono l'adreça del seu clan Mugen Tenshin per a la recerca i venjança del seu germà Hayate. Arriba a l'illa després de sentir el rumor que el seu germà es trobava en el lloc. Kasumi li agrada el color rosa i el seu menjar favorit són les milfulles de maduixes.
- Ayane. És una ninja que neix al mateix poble que Kasumi i és mig germana d'ella. Ayane sent un odi profund cap a Kasumi, per haver deixat el clan. No obstant això, Ayane té una admiració pel germà de Kasumi. Arriba a l'illa després de seguir els passos de Kasumi. La seva nacionalitat és japonesa, li agrada el color morat i les seves aficions són els tractaments de bellesa.
- Christie. Christie és una assassina despietada que arriba a l'illa per a una missió confidencial. La seva nacionalitat és britànica, li agrada el color negre, la seva afició favorita és conduir i el seu menjar favorit és el suc de tomàquet.
- Helena. Helena és una cantant d'òpera, és filla del fundador del DOATEC, Fame Douglas. Els seus pares van ser assassinats en un atemptat i ha promès venjar-se per les seves morts. Helena arriba a l'illa per parlar amb Zack sobre la reconstrucció de la seva corporació que va ser destruïda per uns ninjas. La seva nacionalitat és francesa, li agrada el color blanc, i li agrada passejar el seu gos.
- Hitomi. Hitomi és una noia que ha dedicat tota la seva vida al domini del karate. Hitomi vol ser la campiona en el torneig Dead or Alive, arriba a l'illa després de sentir la notícia que el torneig s'anava celebrar a l'illa de Zack. Hitomi neix a Alemanya, és filla d'un professor distingit d'arts marcials, la seva afició favorita és cuinar i el seu color favorit és el blau celeste.
- Lei Fang. Leifang és una jove de família acomodada, és molt amable amb tot món però té una forta rivalitat amb Tina. Leifang arriba a l'illa per descansar, li agrada el tofu per a postres i el seu color favorit és el groc.
- Lisa. Lisa és una lluitadora que treballava com a cap d'investigacions en DOATEC, però perd el seu treball després de la destrucció de la corporació. És amiga de Tina, li agrada el color vermell i el seu menjar favorit és el pastís de cirera.
- Tina. Tina és una model i campiona de lluita lliure nord-americana. Tina anhela ser estel de rock però el seu pare s'oposa a aquesta professió. Tina arriba a l'illa després de fugir al proteccionisme del seu pare. Finalment, Tina és amiga de Lisa des de la infància.
- Kokoro. Kokoro és una jove aprenenta de Geisha, sota l'adreça de la seva mare. Arriba a l'illa sense dir-li a la seva mare. Li agrada tocar el piano, el seu color favorit és el taronja i li agrada el ponx de fruites.

## Àudio
Dins la banda sonora, de Dead or Alive Xtreme 2 compta amb artistes famosos com Hilary Duff, Baha Men, B Witched, Diana King, Bing Mountain i Bob Marley, les cançons es divideixen en blocs, depenent la situació en què la que es trobi el joc. El destacable del joc es pot personalitzar la llista de cançons i introduir noves cançons d'altres artistes i escoltar-los dins del joc. Les veus del joc es poden triar en anglès o japonès i utilitzar subtítols en castellà.
Dins del repartiment de doblatge de veus en el joc destaquen:
| Anglès - Kari Wahlgren - Kasumi/Niki - Hynden Walch - Hitomi - Janna Levenstein - Ayane - Kate Higgins - Tina - Zinnia La seva - Leifang - Karen Strassman - Helena - April Stewart - Christie - Masasa Moyo - Lisa - Kathryn Feller - Kokoro - Khary Payton - Zack | Japonès - Houko Kuwashima - Kasumi - Yui Horie - Hitomi - Wakana Yamazaki - Ayane - Yūko Nagashima - Tina - Yumi Touma - Leifang - Yuka Koyama - Helena/Niki - Kotono Mitsuishi - Christie - Maaya Sakamoto - Lisa - Ayako Kawasumi - Kokoro - Bin Shimada - Zack |

## Recepció i crítica
En la seva revisió en línia del joc, TeamXbox.com va subratllar que, tot i que Dead or Alive Xtreme 2 té impressionants gràfics, múltiples activitats i una escenografia potent, el joc simplement no és divertit de jugar. En una escala d'1 a 10, els analistes li van donar un puntuatge de 6,7. TeamXbox.com va manifestar que el seu predecessor va tenir molt major puntuació amb 9,2.
En les revisions en línia d'IGN i 1Up.com comparteixen les mateixes opinions. Els comentaris suggereixen que l'afegit de mini-jocs, incloent la guerra de culs i estira-i-arronsa es basen en la gran sort, recolzant-se en estrènyer els botons arbitràriament per al contraatac que pensar en el que va fer l'oponent. El joc també és aparentment massa similar a l'original DOAX per a la majoria dels enquestats, afirmant que una gran quantitat de les animacions de les noies van ser preses del títol original i simplement és ajustat per encaixar al nou motor del joc. Els canvis en el voleibol en part, segueix sent la principal atracció del joc, pel que sembla, ho han fet molt més difícil. Finalment, alguns comentaris van criticar el nou físic dels pits de les noies. Sovint, reboten de forma independent quan s'executa un moviment i fins i tot contínua rebotant quan el personatge segueix una seqüència maldestra. Un revisor de IGN va indicar que de veure els pits li va donar fins i tot un mareig.